# Луцерн (Мисури)
Луцерн (енгл. Lucerne) град је у америчкој савезној држави Мисури.

## Демографија
По попису из 2010. године број становника је 85, што је 7 (-7,6%) становника мање него 2000. године.
| Група             | 2000.      | 2010.      |
| Белци             | 88 (95,7%) | 84 (98,8%) |
| Афроамериканци    | 2 (2,2%)   | 0 (0,0%)   |
| Азијати           | 0 (0,0%)   | 1 (1,2%)   |
| Хиспаноамериканци | 0 (0,0%)   | 0 (0,0%)   |
| Укупно            | 92         | 85         |